# Hornady Manufacturing Company
Hornady Manufacturing Company jest amerykańskim producentem amunicji i materiałów wybuchowych, mającym swoją siedzibę w Grand Island, Nebraska. Spółka została założona przez Joyce’a Hornady’ego w roku 1949. Potocznie zwykle stosuje się skrócone nazewnictwo „Hornady ”.
Obecnie właścicielem firmy jest Steve Hornady, który przejął ją po śmierci swego ojca, założyciela spółki, Joyce’a w katastrofie lotniczej w roku 1981. Od czasu założenia spółka zajmuje się przede wszystkim produkcją amunicji sportowej, myśliwskiej i obronnej. Najlepiej znanymi produktami firmy są naboje .17 HMR i .17 HM2. Hornady współpracowała  z Sturm, Ruger przy tworzeniu nowej linii amunicji, w wyniku tej współpracy powstały .480 Ruger, .204 Ruger i .375 Ruger.